# 普里沃尔日耶区
普里沃尔日耶区（俄语：Приволжский район）是俄罗斯联邦阿斯特拉罕州下辖的一个区，其行政中心为纳恰洛沃。据2015年统计，该区的人口为48487人。